# Chingola, Zambia
Chingola este un oraș în provincia Copperbelt, Zambia.